# Cortes de Pallás
Cortes de Pallás (em castelhano e oficialmente) ou Cortes de Pallars (em valenciano) é um município da Espanha na província de Valência, Comunidade Valenciana. Tem 234,6 km² de área e em 2021 tinha 758 habitantes (densidade: 3,2 hab./km²).

## Demografia
| Variação demográfica do município entre 1991 e 2004 | Variação demográfica do município entre 1991 e 2004 | Variação demográfica do município entre 1991 e 2004 | Variação demográfica do município entre 1991 e 2004 |
| --------------------------------------------------- | --------------------------------------------------- | --------------------------------------------------- | --------------------------------------------------- |
| 1991                                                | 1996                                                | 2001                                                | 2004                                                |
| 713                                                 | 602                                                 | 839                                                 | 999                                                 |